# 凱文·巴倫

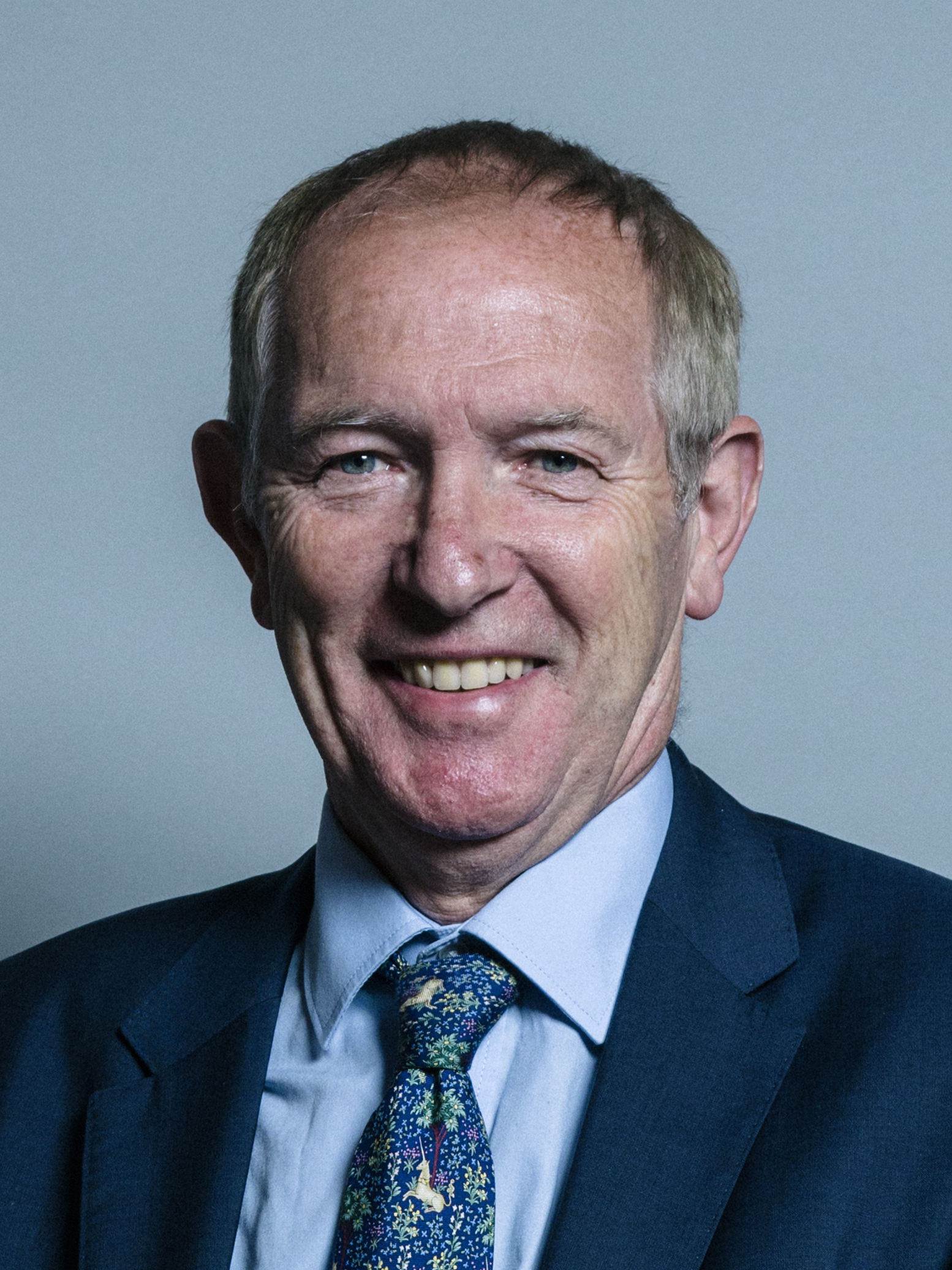

凱文·巴倫（Kevin Barron，1946年10月26日—）是一位英格蘭政治人物，他的黨籍是工黨。他畢業於雪費爾大學。自1983年至2019年，他擔任羅瑟河谷選區選出的英國下議院議員。